# Ravananugraha
 (août 2024).
La mise en forme du texte ne suit pas les recommandations de Wikipédia : il faut le « wikifier ».
Les points d'amélioration suivants sont les cas les plus fréquents :
- Les titres sont pré-formatés par le logiciel. Ils ne sont ni en capitales, ni en gras.
- Le texte ne doit pas être écrit en capitales (les noms de famille non plus), ni en gras, ni en italique, ni en « petit »…
- Le gras n'est utilisé que pour surligner le titre de l'article dans l'introduction, une seule fois.
- L'italique est rarement utilisé : mots en langue étrangère, titres d'œuvres, noms de bateaux, etc.
- Les citations ne sont pas en italique mais en corps de texte normal. Elles sont entourées par des guillemets français : « et ».
- Les listes à puces sont à éviter, des paragraphes rédigés étant largement préférés. Les tableaux sont à réserver à la présentation de données structurées (résultats, etc.).
- Les appels de note de bas de page (petits chiffres en exposant, introduits par l'outil «  Source ») sont à placer entre la fin de phrase et le point final[comme ça].
- Les liens internes (vers d'autres articles de Wikipédia) sont à choisir avec parcimonie. Créez des liens vers des articles approfondissant le sujet. Les termes génériques sans rapport avec le sujet sont à éviter, ainsi que les répétitions de liens vers un même terme.
- Les liens externes sont à placer uniquement dans une section « Liens externes », à la fin de l'article. Ces liens sont à choisir avec parcimonie suivant les règles définies. Si un lien sert de source à l'article, son insertion dans le texte est à faire par les notes de bas de page.
- La présentation des références doit suivre les conventions bibliographiques. Il est recommandé d'utiliser les modèles {{Ouvrage}}, {{Chapitre}}, {{Article}}, {{Lien web}} et/ou {{Bibliographie}}. Le mode d'édition visuel peut mettre en forme automatiquement les références.
- Insérer une infobox (cadre d'informations à droite) n'est pas obligatoire pour parachever la mise en page.

Pour une aide détaillée, merci de consulter Aide:Wikification.
Si vous pensez que ces points ont été résolus, vous pouvez retirer ce bandeau et améliorer la mise en forme d'un autre article.

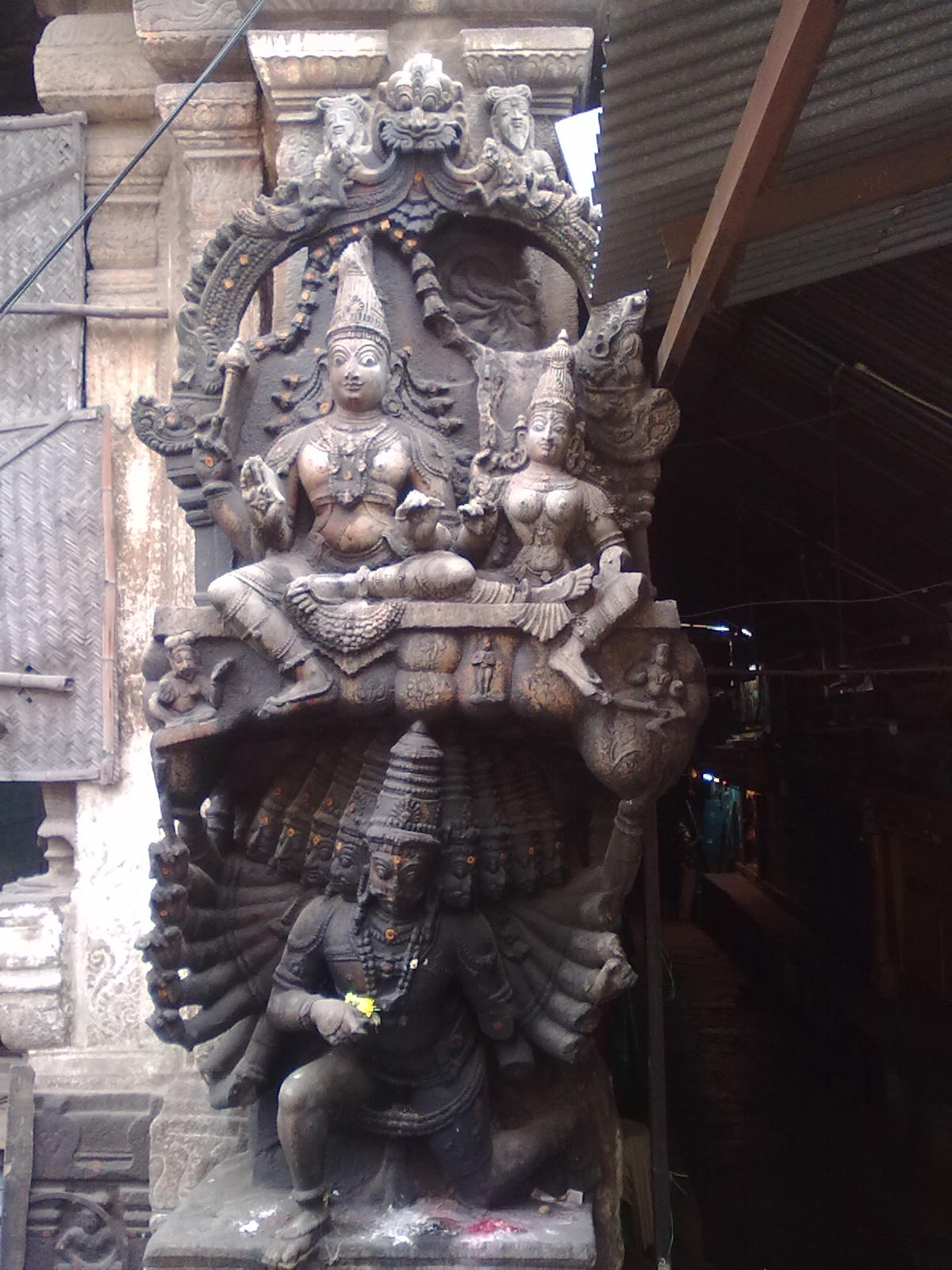
Ravana soulevant le mont Kailash

Le Ravananugraha ou Ravananugraha-murti (« forme montrant sa faveur à Ravana ») est un aspect bienveillant du dieu hindou Shiva, représenté assis sur sa demeure, le mont Kailash, avec sa consort Parvati, tandis que le roi rakshasa (roi-démon) Ravana de Lanka tente de le déraciner. Selon les écritures hindoues, Ravana a un jour essayé de soulever le mont Kailash, mais Shiva a poussé la montagne en place et a piégé Ravana en dessous. Pendant mille ans, Ravana emprisonné a chanté des hymnes à la gloire de Shiva, qui l'a finalement béni et lui a accordé une épée invincible et un puissant linga (le symbole aniconique de Shiva, le Atmalingam) à adorer. Le thème est populaire dans l'art indien et se retrouve dès l'ère Gupta-Pallava (300-600 CE).

## Légende
L'Uttara Kanda de l'épopée hindoue Ramayana raconte que le puissant roi Ravana, à dix têtes et vingt bras, vainquit et pilla Alaka, la ville de son demi-frère et dieu de la richesse Kubera, située près du mont Kailash. Après sa victoire, Ravana retournait à Lanka dans le Pushpaka Vimana (le char volant volé à Kubera) lorsqu'il aperçut un endroit magnifique. Cependant, le char ne pouvait pas le survoler. Ravana rencontra le taureau de Shiva, son vahana, Nandi (Nandisha, Nandikeshvara) à cet endroit et lui demanda la raison de l'incapacité de son char à passer au-dessus de cet endroit. Nandi informa Ravana que Shiva et Parvati résidaient sur la montagne et que personne n'était autorisé à passer. Ravana se moqua de Shiva et de Nandi. Enragé par l'insulte envers son maître, Nandi maudit Ravana en lui disant que les singes le détruiraient. À son tour, Ravana décida de déraciner Kailash, furieux de la malédiction de Nandi et de son incapacité à aller plus loin. Il mit ses vingt bras sous le Kailash et commença à le soulever. Alors que Kailash commençait à trembler, Parvati, terrifiée, embrassa Shiva. Cependant, l'omniscient Shiva savait déjà que Ravana était derrière la menace et pressa la montagne en place avec son gros orteil, piégeant Ravana sous elle. Ravana poussa un grand cri de douleur. Conseillé par ses ministres, Ravana chanta des hymnes à la louange de Shiva pendant mille ans. Finalement, Shiva non seulement pardonna à Ravana, mais lui accorda également une épée invincible. Comme Ravana pleurait, on lui a donné le nom de « Ravana » – celui qui pleurait,.
Dans le Tevaram, une œuvre shivaïte tamoule, Ravana coupa une de ses têtes et en construisit une veena. Il utilisa ses tendons comme cordes et commença à chanter les louanges de Shiva. Le chant était le Shiva Tandava Stotram. Shiva, satisfait, accorda un puissant linga, l'Atmalinga (lingam de l'âme), son symbole, qui devait être vénéré par Ravana à Lanka, mais à la condition que, quel que soit l'endroit où le linga serait placé sur terre, il y resterait pour l'éternité. Aidés par Ganesh, le fils de Shiva, les dieux élaborèrent un plan et trompèrent Ravana pour qu'il remette le linga à Ganesh, qui le plaça immédiatement sur le sol. Les temples de Gokarna étaient l'endroit où l'Atmalinga était placé.

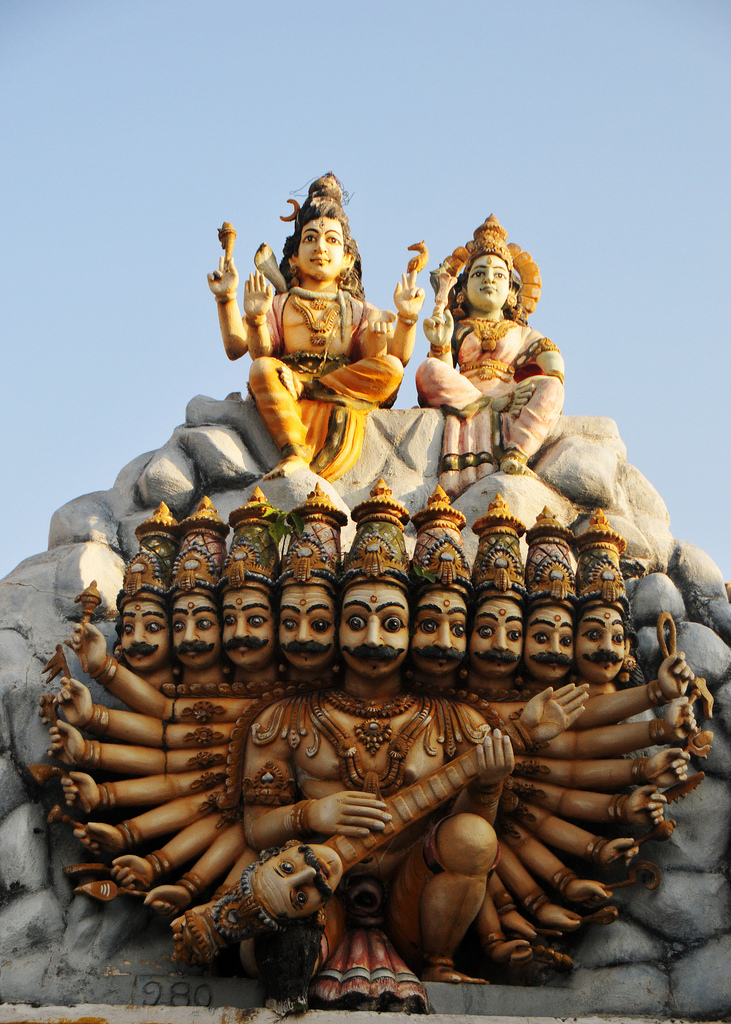
Ravananugraha dans un temple tamoul à Trinquemalay. Ravana aurait été un empereur tamoul selon Valmiki, l'auteur du Ramayana.